# Deditio
Bei der Dedition (lat. für Kapitulation, Unterwerfung, Übergabe) handelte es sich ursprünglich um eine Institution des antiken römischen Völkerrechts.

## Antike
Die Dedition war kein Vertrag, sondern ein Vorgang, durch den die Herrschaftsgewalt über ein fremdes Gemeinwesen auf Rom überging. Dieser Vorgang stellte zumindest offiziell immer die freiwillige Herrschaftsübergabe an Rom dar. Indem sich ein Gemeinwesen dedierte, hörte es auf, als Völkerrechtssubjekt zu bestehen. Entsprechend dem altrömischen Rechtsgebrauch war sie an ein striktes Frage-und-Antwort-Schema gebunden.
Die formula deditionis legte den eigentlichen Verlauf des Deditionsaktes fest, in dem u. a. die Legitimation der die Dedition Anbietenden, als auch die Souveränität ihres Gemeinwesens geprüft wurde. Erst danach erfolgte die Übernahme des Gemeinwesens in die absolute Verfügungsgewalt Roms. Die unterschiedlichen Formulierungen in dicionem (in die Gewalt), in potestatem (in die Macht) und in fidem (in die Treue/Vertrauen) populi romani accipere/venire (des römischen Volkes annehmen bzw. kommen), änderten nichts an der Rechtswirkung der Dedition. Sie hatte praktisch die gleichen Auswirkungen wie eine Eroberung, jedoch entfiel durch sie der gewaltsame Aspekt. Dann erfolgte die vollständige Übergabe des Gemeinwesens, wobei Land, Städte, Tiere, Menschen genau aufgezählt wurden. Die sogenannte receptio bezeichnete sodann die Annahme der Dedition durch einen eigens beauftragten römischen Magistraten.
Auch wenn durch den Deditionsakt die Unterworfenen (dediticii) der absoluten Verfügungsgewalt Roms unterstellt wurden, gehen viele Forscher von einer Minimalnorm aus, die zumindest Leben und Freiheit dieser Personen garantierte und durch den Begriff fides zum Ausdruck kommen sollte. Andere Forscher, wie der deutsche Althistoriker Werner Dahlheim, hingegen verneinen die These einer Garantie von Leben und Freiheit der Unterworfenen und weisen auf Beispiele in antiken Quellen hin, wonach die Sieger ein solches Versprechen selten einhielten, wenn sie daraus keinen (z. B. politischen) Nutzen ziehen konnten. In der Praxis könne so, laut Dahlheim der Deditionsakt keineswegs als Garantie für die Freiheit oder auch nur der Unversehrtheit der Besiegten gelten. Wurden Städte und ihre Bevölkerung anfangs noch verschont, so habe sich dies, wenn das dadurch vom Eroberer verfolgte, meist politische, Ziel nicht erreicht worden war, auch schnell wieder ändern können.
Als 212 mit der Constitutio Antoniniana allen Reichsbewohnern das römische Bürgerrecht verliehen wurde, waren dediticii hiervon ausgenommen. Die Dedition war auch danach ein wichtiger Bestandteil bei der Ansiedlung fremder, nicht souveräner Volksgruppen, etwa Germanen, auf dem Boden des Imperiums. Damit brach erst Theodosius I., als er 382 die Goten in Thrakien ansiedelte, ohne dass eine deditio vorausging, wenn auch dieses Thema in der Forschung unterschiedlich bewertet wird.
Durch den einseitigen Staatsrechtsakt der restitutio konnte die Souveränität des unterworfenen Gemeinwesens wiederhergestellt werden, wobei Rom alles vorher Weggenommene genauso penibel wieder zurückgab.

## Mittelalter
Dedition war auch die Bezeichnung für einen Unterwerfungsakt im Mittelalter. Dabei warf sich der Besiegte barfuß und teilweise nur in Lumpen bekleidet vor seinem Gegner nieder und sagte etwas im Sinne von: Mach mit mir, was du willst. Oftmals trug er ein Schwert und eine Rute als Zeichen der angemessenen Strafe: Ein Schwert deutete auf eine Hinrichtung hin, eine Rute lediglich auf körperliche Bestrafung.
Auf den ersten Blick scheinen solche stets sehr emotional beladenen Unterwerfungsakte spontane Aktionen mit offenem Ausgang zu sein. Der deutsche Historiker Gerd Althoff zeigte jedoch auf, dass dieses Ritual und Einzelheiten seiner Durchführung von den Konfliktparteien unter Zuhilfenahme von Vermittlern geplant wurde; Durchführung und Ausgang wurden verbindlich abgesprochen. Das Geschehen war also inszeniert, und die Beteiligten wie sicher auch die meisten Zuschauer wussten das. So existieren bspw. vom Gang nach Canossa von Heinrichs IV. zu Gregor VII. zwei Quellen, wobei die eine von Papst Gregor VII. selbst, die andere von Lampert von Hersfeld stammt. Letztere legt nahe, dass der Ablauf im Vornherein abgesprochen war. In einer der Quellen (Lampert von Hersfeld) entwickelt sich die deditio über folgende Schritte:
1. Vorherige Absprache über Form und Ausgestaltung (condicio oder conditio)
2. Schaffung eines öffentlichen Rahmens
3. Fußfall (prostratio) und Selbstbeschuldigung
4. Gewährung von Gnade/Vergebung (clementia, condonatio, reconciliatio pacis)

Mit dem öffentlichen Akt der Unterwerfung und des Verzeihens verschafften sich die ehemaligen Kontrahenten gegenseitig Genugtuung (satisfactio). Siehe dazu z. B. Tübinger Fehde. Auch im „Kölner Osteraufstand“ von 1074 wurde die Beendigung des Konflikts zwischen Erzbischof Anno II. und der Kölner Stadtbevölkerung symbolisch durch eine deditio auf Grundlage des Satisfaktionsprivilegs des Erzbischofs vollzogen. Je größer die Öffentlichkeit, desto größer die satisfactio. Die Subtilität der Kommunikation zeigt sich hier wie in anderen Beispielen an den Details der Inszenierung. So boten Unterhändler der Stadt Mailand Friedrich Barbarossa vergeblich eine hohe Summe Geld, dass sie als Zeichen ihres besonderen Status den Akt in Schuhen und nicht (wie sonst üblich) barfuß absolvieren durften. Weitere solche Aspekte bestehen in der Kommunikation über bei einer deditio mitgeführte Waffen oder Fahnen.

### Antike
- Alfred Heuss: Die völkerrechtlichen Grundlagen der römischen Außenpolitik in republikanischer Zeit (Leipzig 1933 ND 1963) (grundlegend für die moderne Forschung)
- Werner Dahlheim: Struktur und Entwicklung des römischen Völkerrechts im dritten und zweiten Jahrhundert v. Chr., München 1986.
- Ernst Badian: Deditio, in: Der Neue Pauly 3, Stuttgart 1997, Sp. 361.
- Peter Tasler: Antike Kriegspraxis: Grenzbereiche von Kriegsrealität, Kriegsrecht und ethischer Reflexion. In: Europa und die Welt in der Geschichte. Festschrift zum 60. Geburtstag von Dieter Berg, hrsg. v. R. Averkorn u. a., Bochum 2004, S. 1087–1121.
- Okko Behrends, Peter Tasler: Dediticii. In: Reallexikon der Germanischen Altertumskunde (RGA). 2. Auflage. Band 5, Walter de Gruyter, Berlin/New York 1984, ISBN 3-11-009635-8, S. 286–307.
- Peter Kehne: Die antiken Menschen in ihren Gemeinschaften: Internationale Beziehungen. In: Oldenbourg Geschichte Lehrbuch Antike, hrsg. v. Eckhard Wirbelauer, München 2004, S. 225–236.
- Dieter Nörr: Aspekte des römischen Völkerrechts. Die Bronzetafel von Alcántara. Abh. bayr. Akk. d. Wiss. phil.-hist. Klasse NF 101 (München 1989) (grundlegender neuerer Versuch einer politisch, historisch und rechtlichen Systematisierung)
- Dieter Nörr: Die fides im römischen Völkerrecht (Heidelberg 1991)
- Andreas Zack, Forschungen über die rechtlichen Grundlagen der römischen Außenbeziehungen während der Republik bis zum Beginn des Prinzipats. VIII. Teil: Die juristische Form und der rechtliche Zweck der intergesellschaftlichen deditio und die Bedeutung der fides im Zusammenhang mit der deditio, in: Göttinger Forum für Altertumswissenschaft 19 (2016) 89-163 (bietet mit ausführlicher Darstellung der Forschungsdiskussion und der einschlägigen Quellen eine z. T. an Dieter Nörr anknüpfende und von Text des wikipedia Artikels abweichende Rekonstruktion der juristischen Form und des rechtlichen Zwecks der deditio; URL: https://gfa.gbv.de/dr,gfa,019,2016,a,06.pdf).

### Mittelalter
- Gerd Althoff: Das Privileg der ‚Deditio‘. Formen gütlicher Konfliktbeendigung in der mittelalterlichen Adelsgesellschaft, in: Otto Gerhard Oexle (Hg.): Nobilitas. Funktion und Repräsentation des Adels in Alteuropa, Vandenhoeck & Ruprecht, Göttingen 1997 (= Veröffentlichungen des Max-Planck-Instituts für Geschichte 133), Göttingen 1997, S. 27–52, ISBN 3-525-35448-7
- Claudia Garnier: Zeichen und Schrift. Symbolische Handlungen und literarische Fixierung am Beispiel von Friedensschlüssen des 13. Jahrhunderts. In: Frühmittelalterliche Studien, Bd. 32 (1998), S. 263–287.
- Uwe Neddermeyer: Aufstand gegen den Erzbischof 1074: Lampert von Hersfeld berichtet, in: Wolfgang Rosen/Lars Wirtler (Hg.): Quellen zur Geschichte der Stadt Köln, Bd. 1: Antike und Mittelalter – Von den Anfängen bis 1396/97, Köln 1999, S. 109–129.